# سيسيرو (إلينوي)
سيسيرو (بالإنجليزية: Cicero, Illinois)‏ هي بلدة أمريكية تقع في الولايات المتحدة في مقاطعة كوك، إلينوي. يقدر عدد سكانها بـ 84,103 نسمة وترتفع عن سطح البحر 185.02 متر.

## أعلام
- سول غودمان
- جون إدوارد روبنسون
- توماس تايرا
- ريتشارد ر. كالاهان
- جاي مكمولين